# 사바델은행

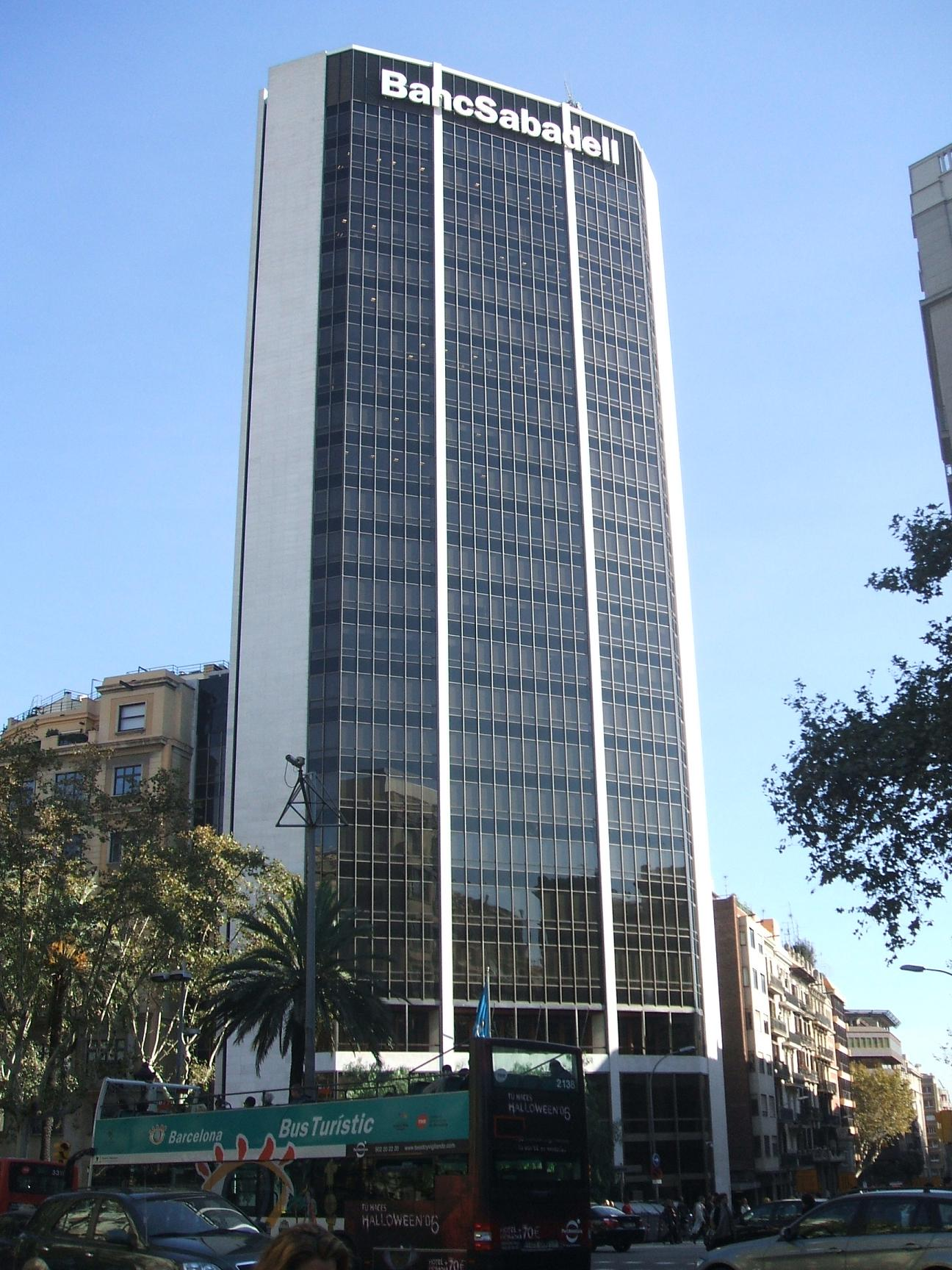

사바델은행(스페인어: Banco Sabadell, 카탈루냐어: Banc Sabadell)은 바르셀로나와 알리칸테에 본사를 둔 스페인의 다국적 금융 서비스 기업이다. 스페인 뱅킹 그룹에서 4번째로 크다. 여러 은행, 브랜드, 자회사, 연계 은행들을 포함하고 있다. 유니버셜 은행이며 중소형 기업들에 대한 서비스 제공을 전문으로 한다.
2001년부터 마드리드 증권거래소에 등재되어 있으며 IBEX 35의 일부이다.